# 郷歌
郷歌（きょうか、ヒャンガ）は、新羅時代の朝鮮語の歌謡。25首が現存し、新羅の言語を知るための重要な資料である。
古い文献には詞脳、詩悩、思内などとも書かれている。

## 概要
『三国史記』・『三国遺事』によれば、新羅の儒理尼師今の5年（西暦23年）に「兜率歌」という歌を作ったのが朝鮮語による歌のはじめであるというが、これはもちろん伝説にすぎず、兜率歌も伝わっていない。『三国史記』はまた、真聖女王の2年（888年）に『三代目』という郷歌の歌集が作られたと記しているが、この書は後世には伝わらなかった。
現存する郷歌はいずれも高麗時代に記されたもので、11世紀の『均如伝』に引用されている11首（漢詩による翻訳つき）と、13世紀の『三国遺事』に引用されている14首の、合計25首である。いずれも郷札と呼ばれる、万葉仮名風の複雑な漢字表記で記されている。
なお、高麗睿宗の作と伝える「悼二将歌」（16世紀の『平山申氏高麗大師壮節公遺事』が引用）を郷歌に含めることもある。『花郎世記』にも郷歌一首を収めているが、この書物自身が後世の偽作とされる。
現存する郷歌から判断すると、郷歌は4句、または4句を2つ重ねた8句、または8句のうしろに後句2句を加えた10句からなる。後句の前には「阿邪・阿邪也・歎曰・落句・後句」などと記された語が置かれる。『均如伝』所収の歌はすべて10句からなる。

## 研究
郷歌の伝統が高麗初期で絶えてしまったため、歌の大意はわかるものの、解読結果は研究者ごとに異なっている。「処容歌」（『三国遺事』巻二）は、その末尾2句を除く6句とほぼ同内容の歌が15世紀末に編纂された『楽学軌範』にハングルで記されているため、ある程度確実に読むことができる。
小倉進平『郷歌及び吏読の研究』(1924年)は郷歌25首の本文を確定し、解読を行った。その後の研究は数多いが、代表的なものに梁柱東『朝鮮古歌研究』(1942年)、金完鎮『郷歌解読法研究』(1981年)などがある。

## 参考資料
- 小倉進平『郷歌及び吏読の研究』京城帝国大学〈京城帝国大学法文学部紀要 第1〉、1931年（原著1924年）。
- 金東昭 著、栗田英二 訳『韓国語変遷史』明石書店、2003年。ISBN 4750317144。